# 孫延長
孫延長（1567年—1618年），字胤昌，號恒吾，晚明官員。山東禹城縣（今禹城市）人。

## 生平
孫延長幼年家貧，常起早做傭工，傍晚方開始讀書，通宵達旦。萬曆十九年（1591年）辛卯科鄉試，孫延長考中舉人，萬曆三十二年（1604年）成甲辰科三甲進士，授職臨汾知縣，為官清廉，愛民如子。在任四年，以母忧去。改順天府固安縣知縣，任內渾河（即永定河）大漲，士民紛逃，孫延長毅然不動，率人伐木修築城池，使縣城免遭水患，入祀當地名宦祠。
後升任刑部四川司主事，晋广西司员外郎、陕西司郎中。与同乡刘士骥號「東海雙鳳」，嘉慶《禹城縣志》有傳。

## 家族
曾祖孫宜。祖父孫珫。父孫開先。前母谢氏，母楊氏，繼母段氏。慈侍下。弟延祚。娶李氏。